# Charles Perrault
Charles Perrault ejtsd: sarl peró (Párizs, 1628. január 12. – Párizs, 1703. május 16.) francia író. Claude Perrault testvére.

## Életútja
Az ügyvédi pályának hátat fordítva az irodalommal foglalkozott. 1664-ben segített Colbert-nek a Francia Szépirodalmi Akadémia létrehozásában, amelynek a könyvtárosa lett. 1671-ben a Francia Akadémia tagja, később a királyi épületek főellenőre. Az 1687-ben az Akadémián felolvasott költeménye, a Le siècle de Louis-le-Grand, heves vitára adott okot, amelyben alulmaradt, hasztalan kísérelte meg az ókori irodalmat a modern rovására kisebbíteni (Parallèle des anciens et des modernes, Párizs, 1688-96).
Legnagyobb érdeme, hogy összegyűjtötte a mondákat: Lúdanyó meséi (Contes de ma mere l'Oye) (uo. 1697. s azóta többször, 1861-ben Gustave Doré illusztrációival); egyéb említésre méltó művei: Les hommes illustres qui ont paru en France pendant ce siècle (uo. 1696-1701); Mémoires (uo. 1759). Ő írta a Kékszakállú című mesét (La Barbe bleue), melynek történetét Bartók Béla egyetlen, egyfelvonásos operája, A kékszakállú herceg vára dolgozza fel.

## Magyarul
- Csipkerózsa. Perrault legszebb meséi; ford., átdolg. Rónay György; Szt. István Társulat, Bp., 1947
- Csipkerózsa. Perrault legszebb meséi; Centrum Curae Pastoralis pro Hungaris in Germania, s.l., 1949
- Csizmás kandúr; ford. Pávai Mihály; röv. kiad.; Ifjúsági, Bukarest, 1955
- Tündérek; ford. Bácski Anna; Ifjúsági, Bukarest, 1960
- Mesék; ford. ELTE Francia Intézet munkaközössége, vez. Gyergyai Albert, utószó, jegyz. Gyergyai Albert; Magyar Helikon, Bp., 1965
- Lúdanyó meséi; átdolg. Tótfalusi István; Móra, Bp., 1966
- Csizmás kandúr. Mesék; ford., átdolg. Rónay György; Móra, Bp., 1967
- Hanna Januszewska: Hamupipőke; Charles Perrault nyomán, ford. Kurucz Gyula; Móra, Bp., 1978
- Csizmás kandúr; ford. Rónay György, átdolg. Nagy Éva; Gulliver, Bp., 1991
- Hüvelyk Matyi; ford. Rónay György, átdolg. Romhányi Ágnes; Gulliver, Bp., 1991
- Csizmás kandúr; Charles Perrault gyűjtése nyomán szöveg, ill. Hirata Shogo, ford. Köteles Gyöngyi; Pesti Szalon, Bp., 1992 (A Pesti Szalon mesélő füzetei)
- Hamupipőke; szöveg, ill. Hirata Shogo, ford. Köteles Gyöngyi; Pesti Szalon, Bp., 1994 (A Pesti Szalon mesélő füzetei)
- Csipkerózsika; szöveg, ill. Hirata Shogo, ford. Köteles Gyöngyi; Pesti Szalon, Bp., 1994 (A Pesti Szalon mesélő füzetei)
- Gottfried August Bürger: Münchhausen báró kalandjai / Charles Perrault: Lúdanyó meséi; ifjúsági átdolg. és ford. Tordon Ákos, Rónay György, Szűcs János, összeáll., szerk. Tóth Emese, utószó Kovács Ágnes, ill. Gustave Doré; Kossuth, Bp., 1994
- Mesék csodaországból; ford. Cserna György; Alexandra, Pécs, 2000
- Perrault meséi; Napraforgó, Bp., 2007 (Csodaszép altató mesék)
- Laurence Gillot: Csizmás Kandúr igaz története; Charles Perrault meséje, Pascal Hérold forgatókönyve nyomán, ford. Burján Mónika; Scolar, Bp., 2009
- Lúdanyó meséi; Charles Perrault alapján, ill., átdolg. Val Biro, ford. Nagyfejeö Rita; Egmont, Bp., 2011
- Axel Scheffler: Csizmás kandúr; Charles Perrault nyomán, ford. Győri Hanna; Pagony, Bp., 2018